# Gmina Krypno
Die Gmina Krypno ist eine Landgemeinde im Powiat Moniecki der Woiwodschaft Podlachien in Polen. Ihr Sitz ist das gleichnamige Dorf. Die Gemeinde liegt rund 30 km nordwestlich von Białystok im Zentrum der Woiwodschaft und hat etwas mehr als 4000 Einwohner.

## Gliederung
Zur Landgemeinde Krypno gehören 15 Dörfer mit einem Schulzenamt:
| - Krypno Kościelne - Krypno Wielkie - Ruda - Góra - Kulesze-Chobotki - Kruszyn - Białobrzeskie - Rekle | - Bajki Zalesie - Morusy - Długołęka - Zastocze - Dębina - Peńskie - Zygmunty |

## Bildung

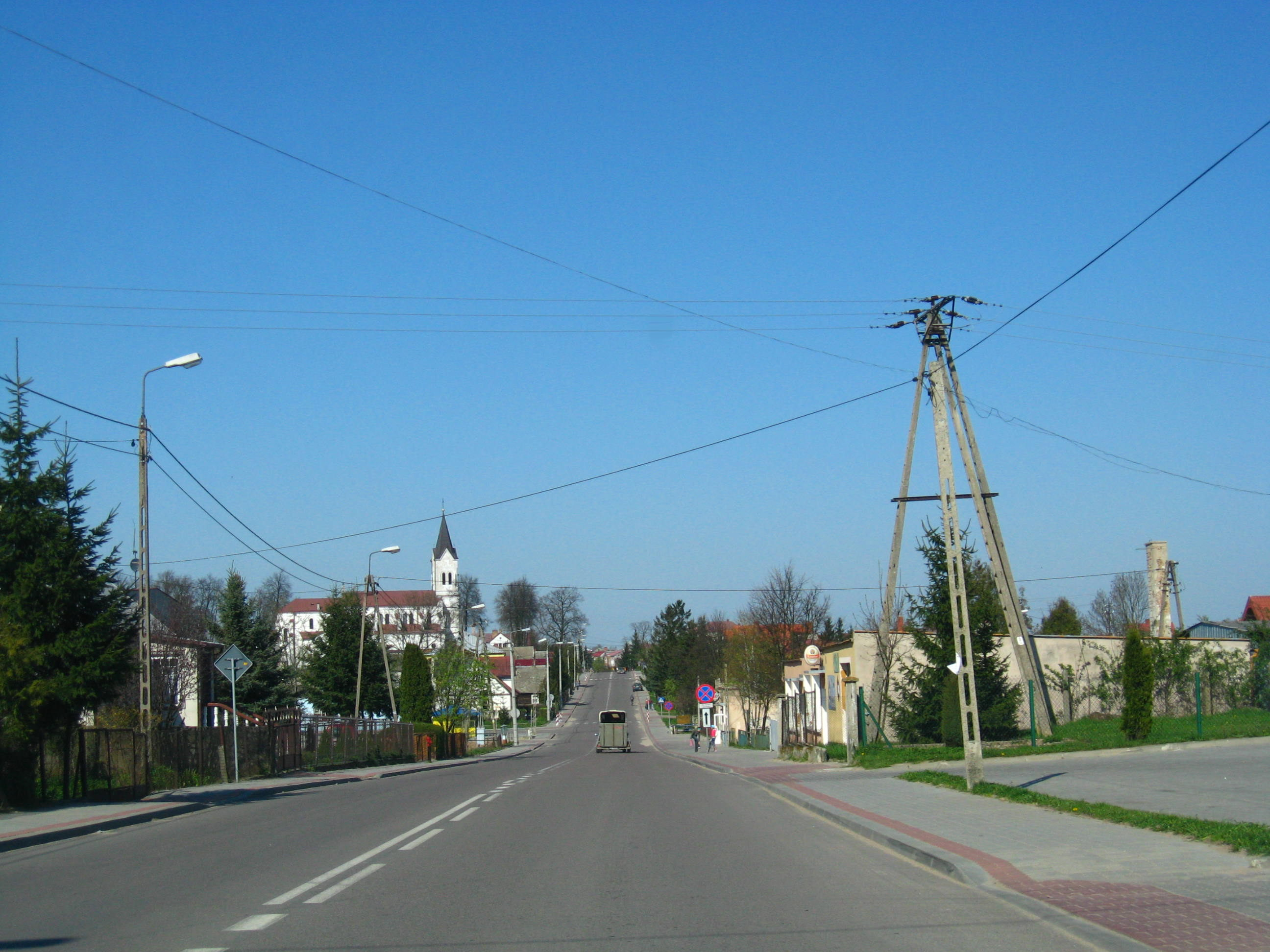
Hauptstraße in Krypno

In Krypno gibt es einen Schulkomplex mit Grundschule und Mittelschule. Zur Gemeinde gehört auch die Grundschule im Dorf Długołęka. Nichtöffentliche Schulen sind die Grundschule in Góra und die Grundschule Jana Kobylański in Ruda. Die Gemeinde unterhält die Kunst- und Unterhaltungsbibliothek im Gminny Osrodek Kultury.